# Vicki Delany
Pour les articles homonymes, voir Delany.
Vicki Delany, née en 1951 à Winnipeg, est une femme de lettres canadienne, auteure de roman policier.

## Œuvre

### Romans signés Vicki Delany

#### SérieMolly Smith
- In the Shadow of the Glacier (2007)
- Valley of the Lost (2009)
- Winter of Secrets (2009)
- Negative Image (2010)
- Among the Departed (2011)
- A Cold White Sun (2013)
- Under Cold Stone (2014)
- Unreasonable Doubt (2016)

#### SérieFiona MacGillivray
- Gold Digger (2009)
- Gold Fever (2010)
- Gold Mountain (2012)
- Gold Web (2013)

#### SérieRay Robertson
- Juba Good (2014)
- Haitian Graves (2015)
- Blood and Belonging (2017)

#### SérieMerry Wilkinson
- Rest Ye Murdered Gentlemen (2015)
- We Wish You a Murderous Christmas (2016)
- Hark the Herald Angels Slay (2017)
- Silent Night, Deadly Night (2019)
- Dying in a Winter Wonderland (2020)
- Have Yourself a Deadly Little Christmas (2023)
- A Slay Ride Together With You (2024)

#### SérieGemma Doyle
- Elementary, She Read (2017)
- Body on Baker Street (2017)
- The Cat of the Baskervilles (2018)
- A Scandal in Scarlet (2018)
- There's a Murder Afoot (2020)
- A Curious Incident (2021)
- A Three Book Problem (2022)
- The Game Is a Footnote (2023)
- The Sign of Four Spirits (2023)
- The Incident of the Book in the Nighttime (2025)

#### SérieAshley Grant
- White Sand Blues (2017)
- Water Hues (2018)
- Coral Reef Views (2020)

#### SérieLily Roberts
- Tea & Treachery (2020)
- Murder in a Teacup (2021)
- Murder Spills the Tea (2022)
- Steeped in Malice (2023)
- Trouble is Brewing (2024)
- Tea with Jam & Dread (2025)

#### Autres romans
- Whiteout (2001)
- Scare the Light Away (2005)
- Burden of Memory (2006)
- Murder at Lost Dog Lake (2011)
- A Winter Kill (2012)
- More Than Sorrow (2012)

### Romans signés Eva Gates
- By Book or by Crook (2015)
- Booked for Trouble (2015)
- Reading Up a Storm (2016)
- The Spook in the Stacks (2018)
- Something Read, Something Dead (2019)
- Read and Buried (2019)
- A Death Long Overdue (2020)
- Deadly Ever After (2021)

## Prix et distinctions

### Prix
- Prix Derrick-Murdoch 2019[1]

### Nominations
- Prix Arthur-Ellis 2013 de la meilleure novella pour A Winter Kill[1]
- Prix Bony Blithe 2014 pour Gold Web[2]
- Prix Arthur-Ellis 2015 de la meilleure novella pour Juba Good[1]
- Prix Bony Blithe 2016 pour Booked for Trouble[2]
- Prix Arthur-Ellis 2018 de la meilleure novella pour Blood and Belonging[1]
- Prix Bony Blithe 2018 pour Hark the Herald Angels Slay[2]
- Prix Arthur-Ellis 2019 de la meilleure novella pour Water Hues[1]
- Prix Bony Blithe 2019 pour A Scandal in Scarlet[2]
- Prix Bony Blithe 2020 pour Something Read, Something Dead[2]
- Prix Bony Blithe 2021 pour There's a Murder Afoot[2]